# Pierce City
Pierce City è un comune degli Stati Uniti d'America, situato nello Stato del Missouri, diviso tra la contea di Lawrence e la contea di Barry.
Qui nacque l'avvocata e politica Martha Griffiths.